# Lubao (Filippine)
Lubao è una municipalità di prima classe delle Filippine, situata nella Provincia di Pampanga, nella regione di Luzon Centrale.
Lubao è formata da 44 baranggay:
- Balantacan
- Bancal Pugad
- Bancal Sinubli
- Baruya (San Rafael)
- Calangain
- Concepcion
- De La Paz
- Del Carmen
- Don Ignacio Dimson
- Lourdes (Lauc Pau)
- Prado Siongco
- Remedios
- San Agustin
- San Antonio
- San Francisco
- San Isidro
- San Jose Apunan
- San Jose Gumi
- San Juan (Pob.)
- San Matias
- San Miguel
- San Nicolas 1st (Pob.)

- San Nicolas 2nd
- San Pablo 1st
- San Pablo 2nd
- San Pedro Palcarangan
- San Pedro Saug
- San Roque Arbol
- San Roque Dau
- San Vicente
- Santa Barbara
- Santa Catalina
- Santa Cruz
- Santa Lucia (Pob.)
- Santa Maria
- Santa Monica
- Santa Rita
- Santa Teresa 1st
- Santa Teresa 2nd
- Santiago
- Santo Domingo
- Santo Niño (Prado Aruba)
- Santo Tomas (Pob.)
- Santo Cristo